# Общество авторов
Общество авторов (англ. The Society of Authors), Общество писателей — писательский профсоюз в Великобритании, созданный в 1884 году для защиты прав писателей (особое внимание уделяется защите авторских прав и, впоследствии, введению права публичного документа).
Первым президентом Общества стал лорд Теннисон. В течение многих лет многие выдающиеся писатели принимали участие в деятельности Общества; в их числе Бернард Шоу, Джон Голсуорси, Томас Харди, Герберт Уэллс, Вирджиния Вулф, Джеймс Барри, Джон Мейсфилд, Эдвард Форстер, Алан П. Герберт, а также множество современных писателей.